# Khu du lịch sinh thái Gáo Giồng
Khu du lịch sinh thái Gáo Giồng nằm tại ấp 6, xã Gáo Giồng, huyện Cao Lãnh, tỉnh Đồng Tháp; cách trung tâm thành phố Cao Lãnh khoảng 15 km. Khu du lịch sinh thái này hình thành trên cơ sở rừng tràm Gáo Giồng. Rừng tràm Gáo Giồng được thành lập năm 1985 với diện tích 1.657 ha.

## Lịch sử
Trước năm 1975, khu vực xã Gáo Giồng hiện nay là vùng đất hoang hoá, nhiễm phèn nặng, chỉ có cỏ năng, cỏ lác cùng với vài cụm tràm, gáo,... chen lẫn với một ít lung, bàu, kênh rạch tự nhiên và muỗi kêu như sáo thổi, đỉa lội tựa bánh canh. Một ít hộ dân vào mở lõm phần diện tích ven kênh rạch để trồng lúa mùa nhưng chỉ một vài vụ phải bỏ vì năng suất rất thấp, hoặc để bắt cá, chuột, rắn, rùa. Việc đi lại chỉ có thể bằng xuồng vào mùa lũ nước ngập mênh mông, còn mùa khô chỉ có cách lội bộ băng đồng nắng cháy.
Thực hiện chủ trương khai phá Đồng Tháp Mười, huyện Cao Lãnh đã cho khai phá vùng đất này, nhưng khi đó không ít người hoài nghi về hiệu quả mang lại, cũng có ý kiến đề xuất việc đào kênh, thau chua, rửa phèn, trồng lúa với hy vọng mỗi năm thu hoạch vài trăm tấn nhằm giải quyết nhu cầu bức xúc về lương thực lúc bấy giờ. Tuy nhiên, để bảo vệ môi trường sinh thái, người ta cuối cùng đã tiến hành trồng tràm, một loại thủy sinh đặc trưng của khu vực Đồng Tháp Mười.
Để khai phá vùng đất mới này, huyện Cao Lãnh đã thành lập lực lượng thanh niên xung phong (gọi tắt là lực lượng 705).
Những ngày đầu, lực lượng 705 gặp nhiều khó khăn: mùa khô phải dùng trâu cộ nước từ kênh Nguyễn Văn Tiếp xa hơn 8 km về ăn uống; còn tắm giặt phải dùng nước phèn trong nhưng chát đắng hoặc thứ nước nâu đen do cỏ mục sinh ra; chiều tối phải ăn cơm, sinh hoạt trong mùng; mùa nước nổi, phải ghép những chiếc xuồng ba lá bé nhỏ lại làm bè. Thực phẩm săn bắt từ tự nhiên không thiếu, trừ mùa khô hạn, nhưng rau xanh lại rất hiếm. Mặc dù vậy, nhưng với quyết tâm, sức trẻ và đoàn kết thống nhất, lực lượng 705 đã từng ngày thu hẹp diện tích hoang hoá, chua phèn. Rừng tràm hình thành, các con kênh được đào đắp chủ yếu bằng thủ công đã đem về nguồn nước ngọt. Nhiều loài động vật hoang dã lần lượt tụ hội; chung quanh rừng tràm, nhiều hộ dân về cất nhà sinh sống.
Trên địa bàn lúc bấy giờ có 1 cụm Gáo rộng khoảng 1.000 m² trong tuy nhiên đã bị người dân địa phương khai thác chỉ còn lại 1 cây Gáo cổ thụ rất to vài người vòng tay ôm ko hết. Để bảo vệ cây Gáo này lực lượng 705 đã làm 1 đoạn đường giồng qua tránh cây Gáo và đặt bản thông báo cho người dân biết về chủ trương bảo tồn cây Gáo này. Tuy nhiên một thời gian sau cây Gào bị sét đánh cháy rụi nên đã được sẻ gỗ. Để ghi nhớ nơi này từng có 1 cây Gáo cổ thụ người ta đặt tên địa phương này là Gáo Giồng.
Trước và sau năm 1975, Gáo Giồng vẫn là vùng đất hoang hoá, nhiễm phèn nặng chỉ toàn năng, lác.
Năm 1986, thực hiện chủ trương tiến công Đồng Tháp Mười do Đảng khởi xứng, bộ mặt nơi đây đã dần thay đổi. Cây tràm được chọn là cây để bảo vệ môi trường sinh thái và cuối cùng, tràm là cây thủy sinh đặc trưng của khu vực Đồng Tháp Mười.

## Du lịch sinh thái
Để phát huy hết thế mạnh và tiềm năng của rừng tràm, năm 2003, huyện Cao Lãnh chủ trương phát triển du lịch sinh thái Rừng tràm Gáo Giồng. Với mức đầu tư ban đầu trên 700 triệu đồng và quy hoạch giữ lại 300 ha rừng trên 10 năm tuổi, Khu du lịch sinh thái Gáo Giồng đi vào hoạt động.
Từ ngày thành lập đến nay, Khu du lịch sinh thái Gáo Giồng đã đón hơn 300.000 lượt du khách đến tham quan, nghỉ dưỡng. Với việc mở rộng và đa dạng hoá dịch vụ, trong tương lai khu du lịch này sẽ có thêm cơ hội thu hút du khách trong những chuyến về Đồng Tháp, về đồng bằng sông Cửu Long.